# Литературно-мемориальный музей А. С. Сулейманова
Литературно-мемориальный музей А. С. Сулейманова (чечен. Сулейманов Ахьмадийн цIарах литературан-мемориалан музей ) - посвящён жизни и творчеству известного чеченского поэта, писателя, музыканта, композитора, художника, этнографа, автора фундаментального 4-томного исследования «Топонимия Чечено-Ингушетии».

## Описание
Музей был построен в 2013 году в родном селе Сулейманова Алхазурово. 2 июля того же года музей был открыт для посетителей. В фондах музея находится 1586 экспонатов — рукописей, книг и других личных вещей Ахмада Сулейманова. Музей является главной достопримечательностью Урус-Мартановского района. Директором музея является жена старшего сына Сулейманова Совдат.

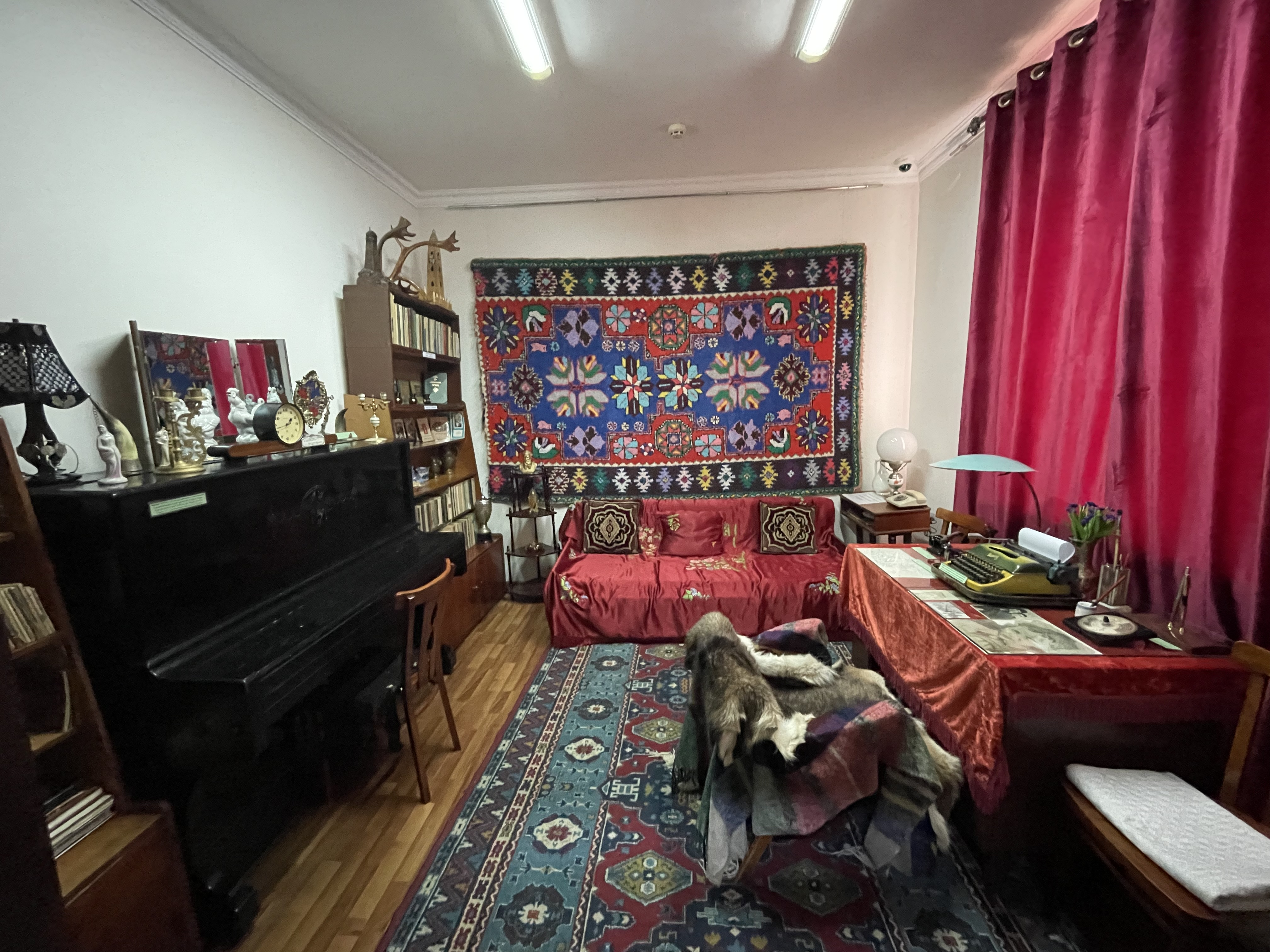
Воссозданная рабочая комната А. Сулейманова.

## Галерея

Книги А. Сулейманова.
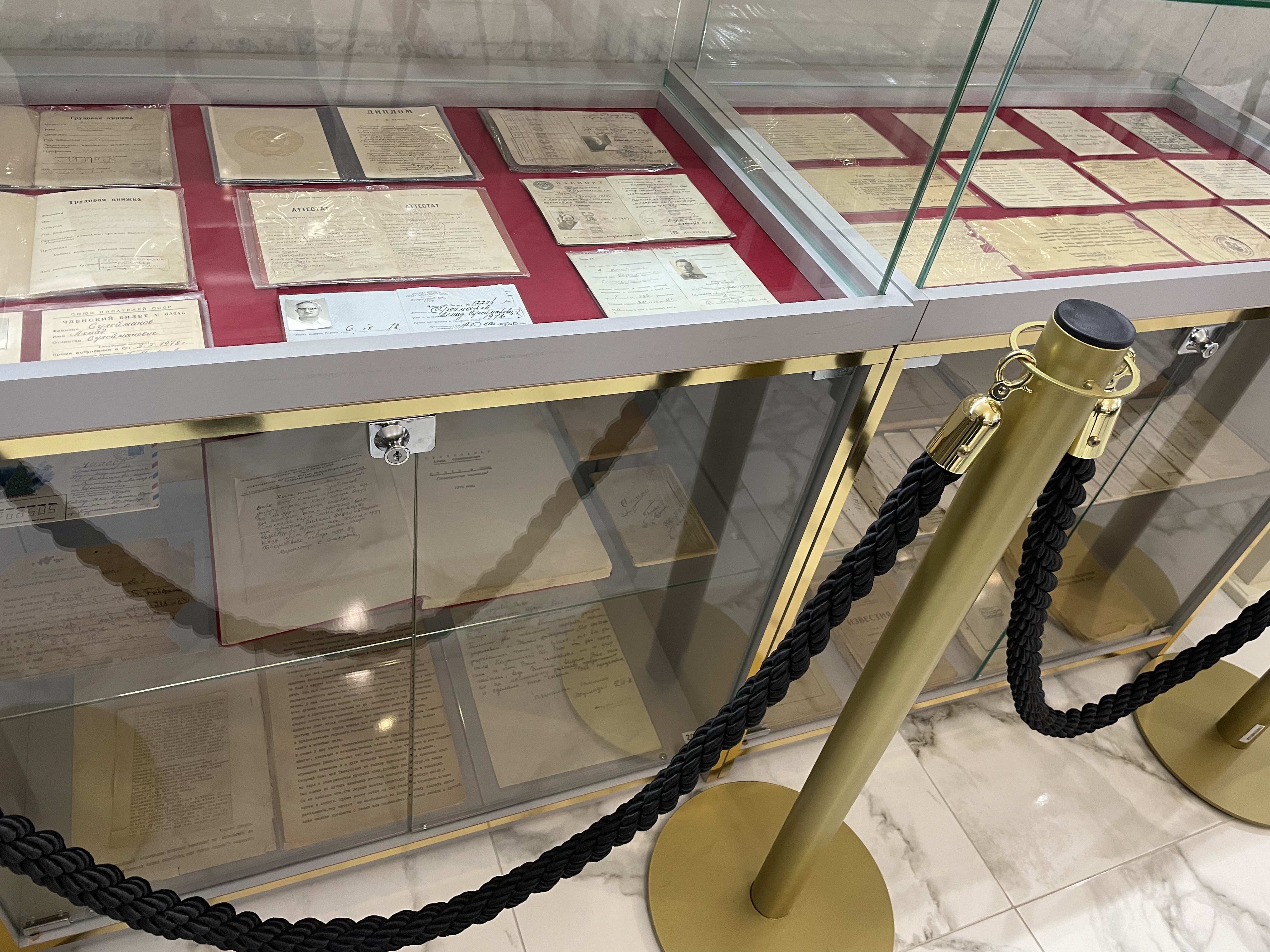
Рукописи и другие документы.
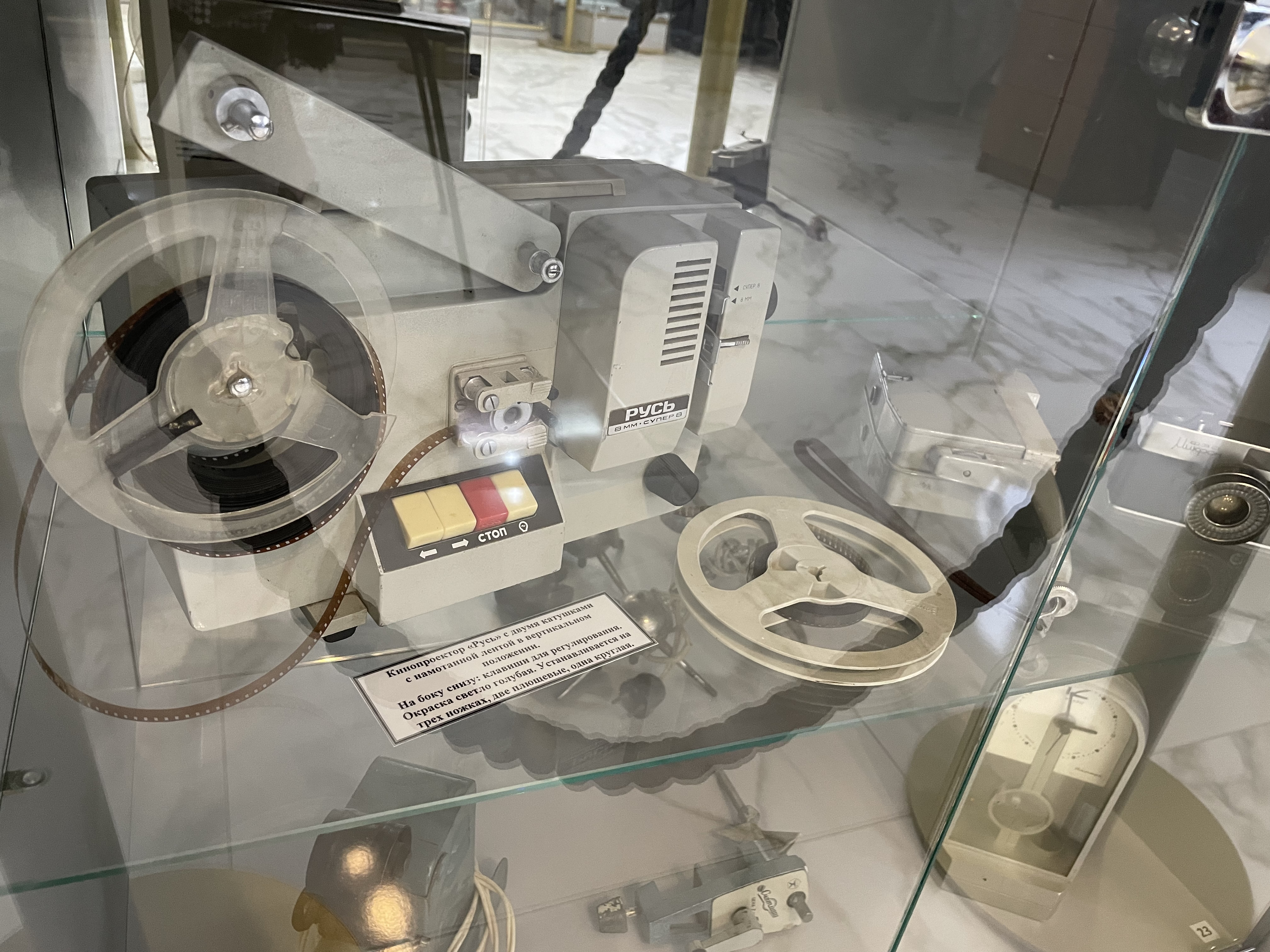
Фото и видеотехника А. Сулейманова.
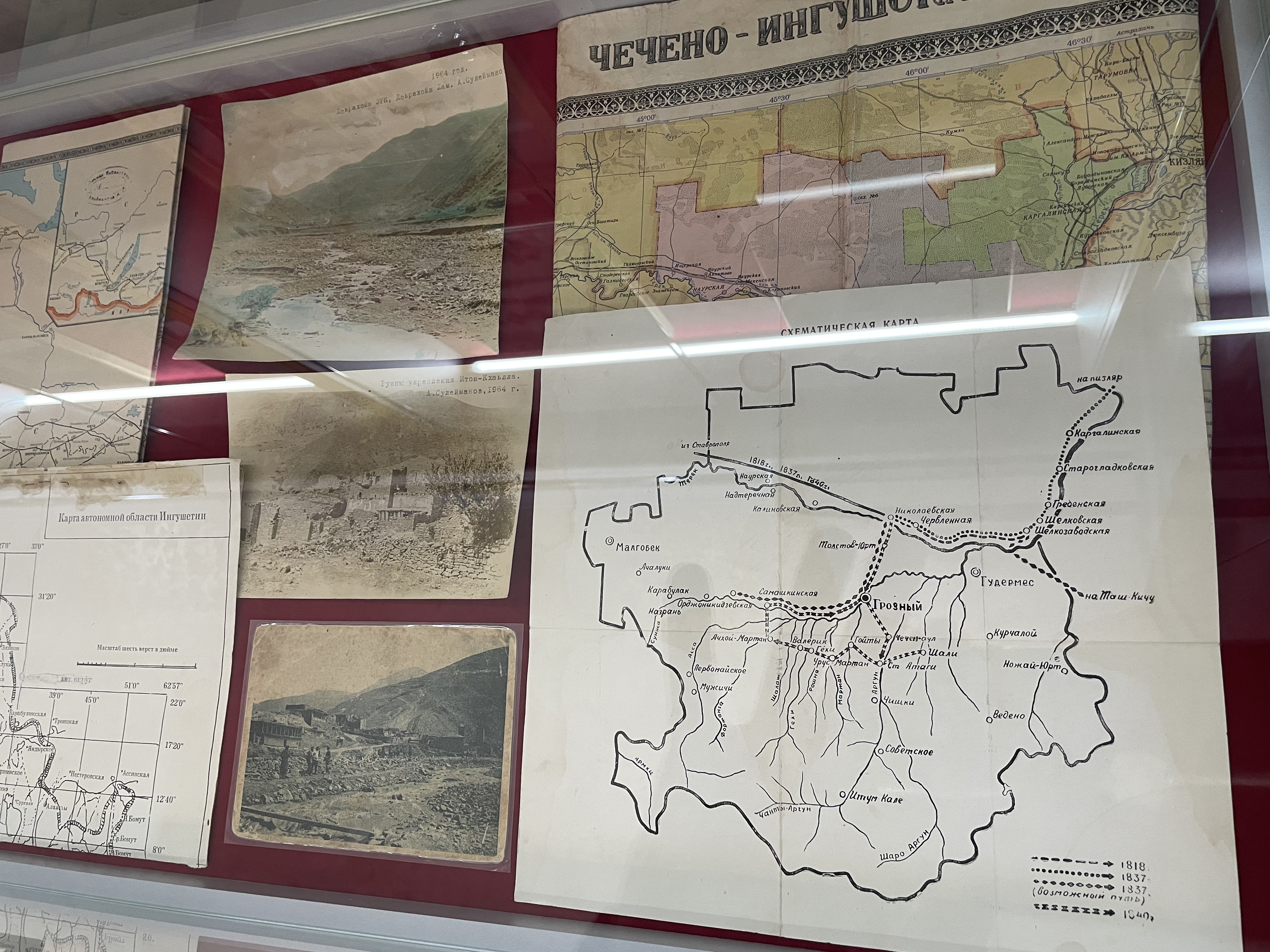
Отдел карт.
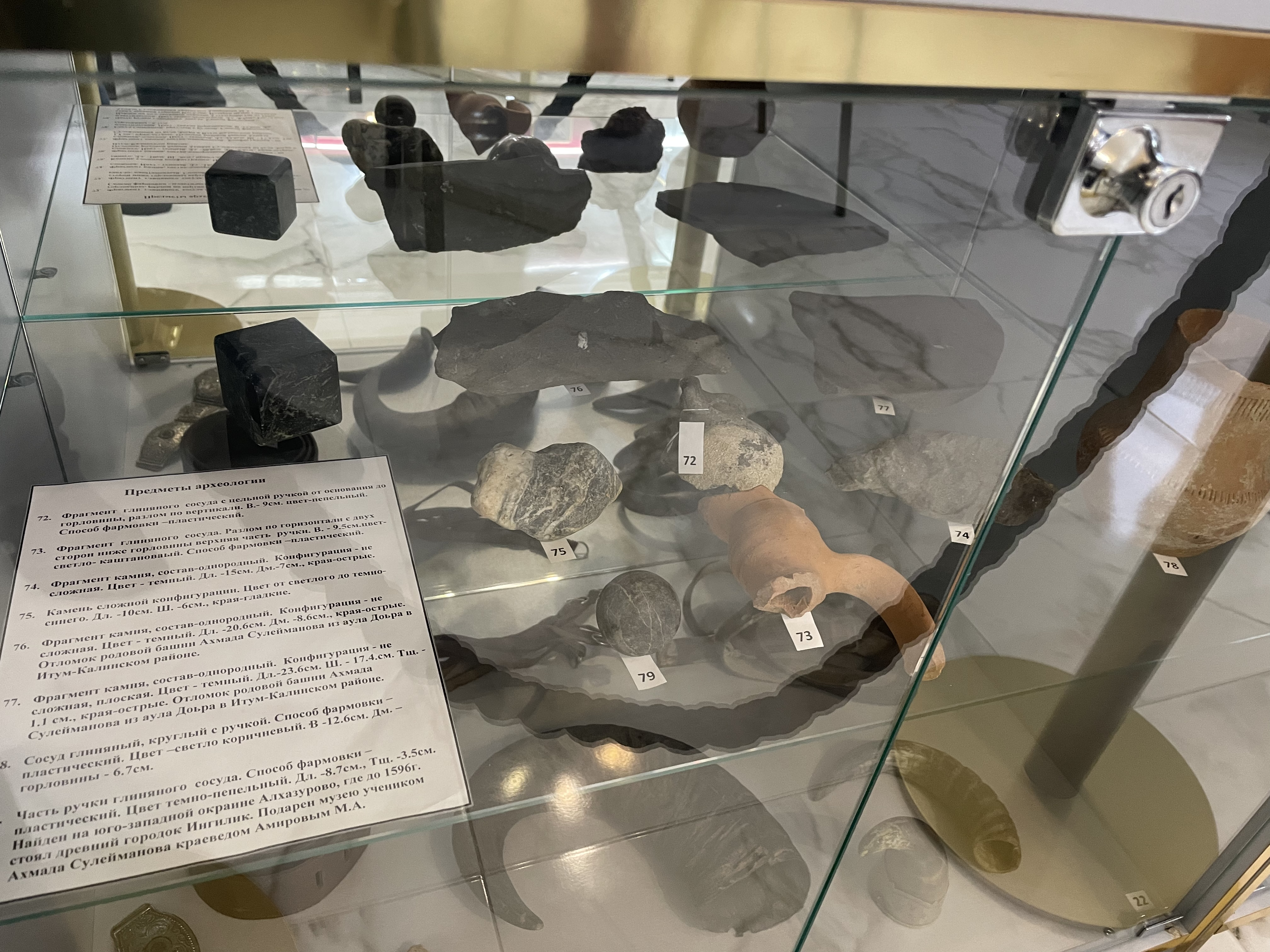
Археологические находки в Алхазурово (в древности Ингил).
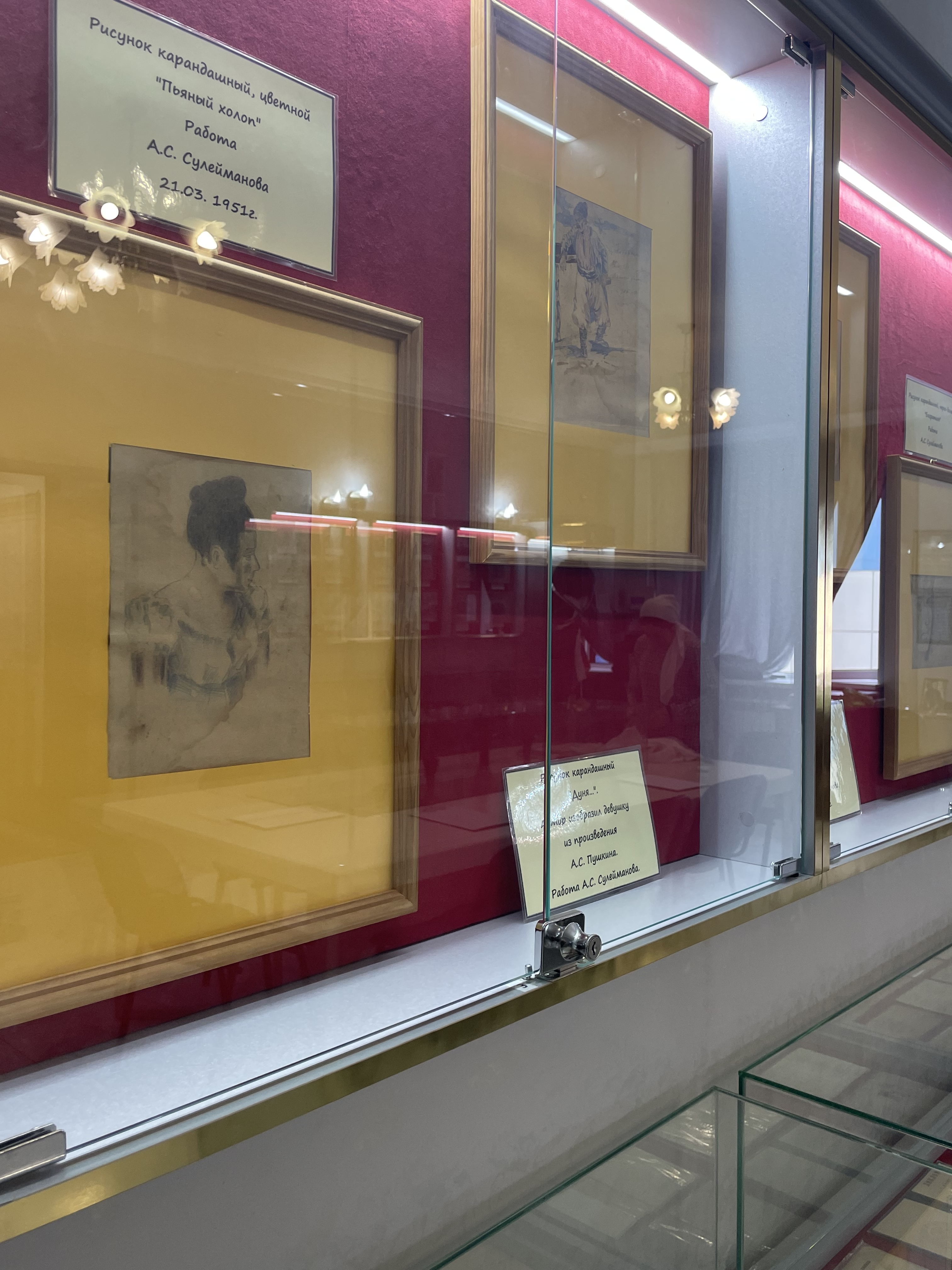
Картины нарисованные А. Сулеймановым в 1930-1960гг.
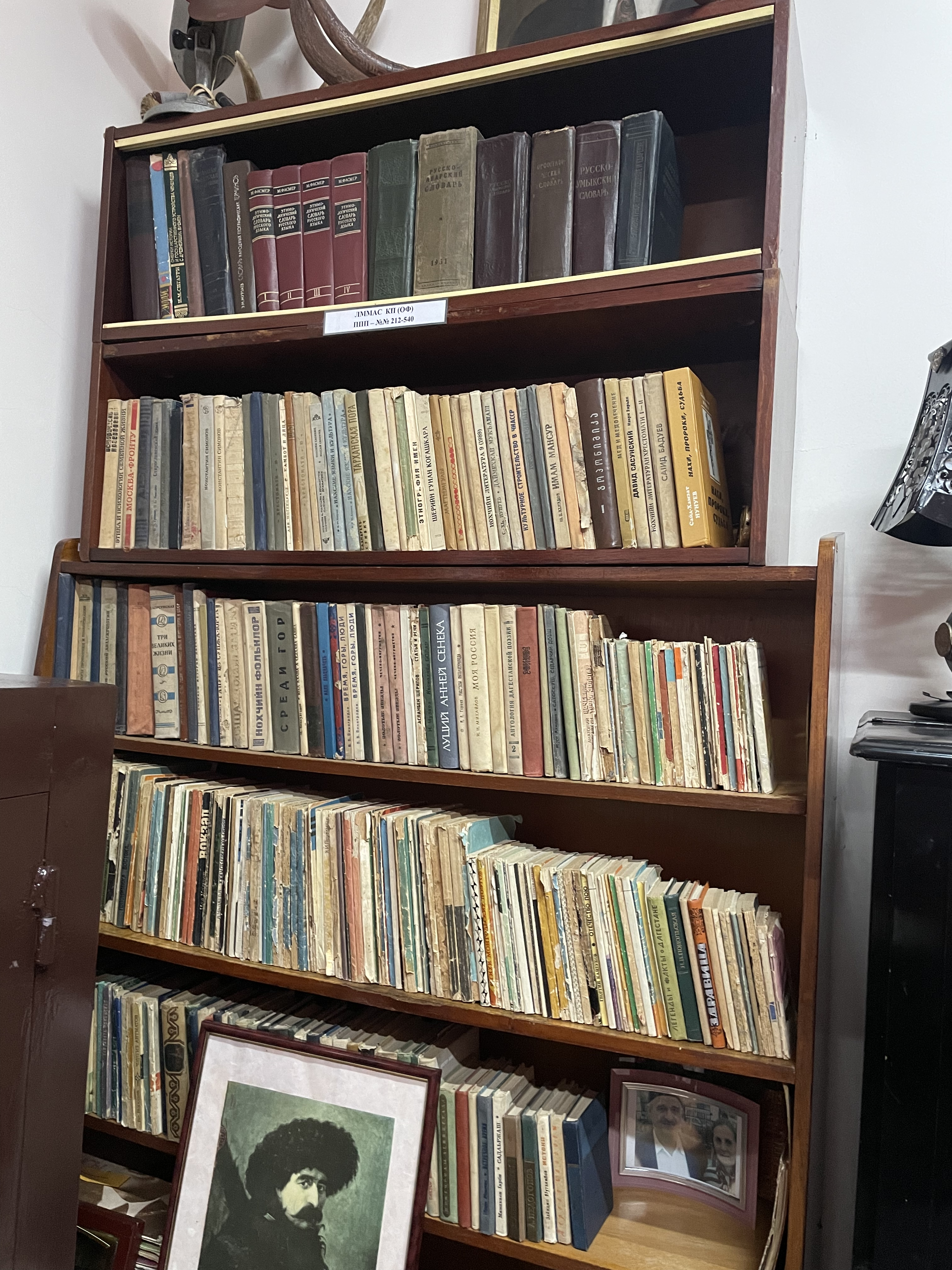
Сохранившееся часть (после войн) библиотеки А. Сулейманова.
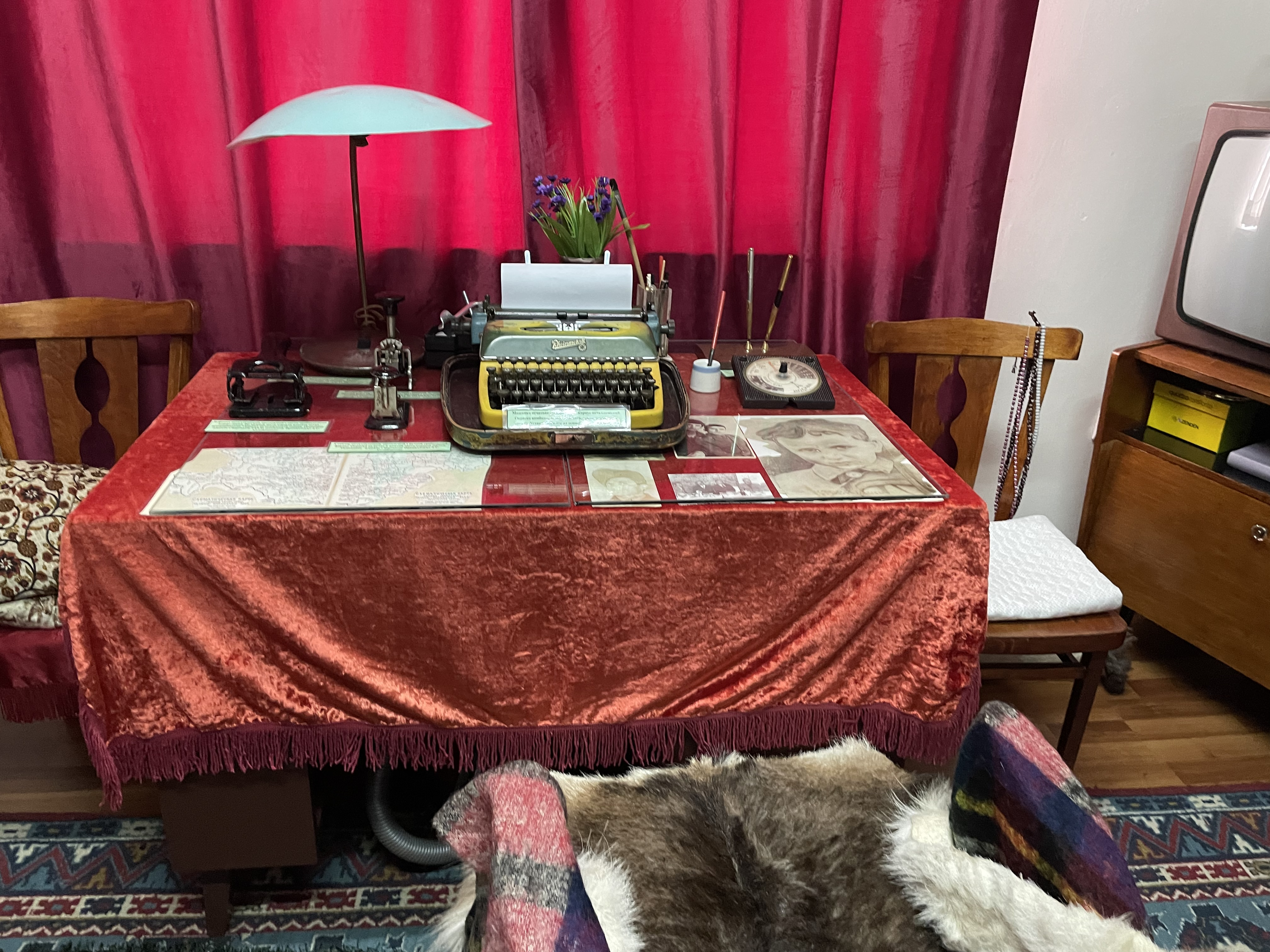
Рабочий стол исследователя.